# 完顏石土門
完顏石土門（？—？），漢字一作神徒門，耶懶路完顏部人，世為其部長。父親直離海，始祖完顏函普之弟保活里四世孫，雖然是同宗屬，長久不相交通問。景祖完顏烏骨廼在位時，直離海派遣部人邈孫來訪，請求恢複相通宗系。烏骨廼將邈孫留下了一年多，薪俸飲食皆豐厚，妥善待遇。直至邈孫回歸時，以幣帛數篚為贈金，以厚意巴結。

## 生平
其後耶懶是年饑荒，烏骨廼送與馬牛，為助糴費，派遣次子完顏劾里鉢前往致送。當時劾里鉢有病，完顏石土門日夕不離在其左右，劾里鉢病愈後告辭回歸，與石土門握手為別，約定它日不會相忘。石土門體形樣貌魁悟雄偉，勇敢善戰，質直孝友，強記辯捷，臨事果斷。
劾里鉢襲位後，兩族交好日益加深，鄰部不悅，遂合兵攻打。石土門派遣其弟完顏阿斯懣率領二百人南下拒敵，敵兵約有一千人，已在東面佔據高地，石土門帶領五千人迎擊。敵將斡里本為一位勇土，出陣挑戰，石土門射中他的座騎，斡里本反身射擊，射中石土門的腹部，石土門拔出箭矢，愈戰愈有力。阿斯懣與勇士七人步戰，殺死斡里本，諸部的士兵遂戰敗。石土門因為招諭諸部，使他們歸附於劾里鉢，劾里鉢嘉許他。其後討伐烏春、窩謀罕及鈍恩、狄庫德等，皆以他的所率部隊跟從出戰，皆有軍功。
其弟阿斯懣後來逝世，至喪禮中，大會其族，完顏阿骨打率官屬前往致祭，就以替代遼國之議前去訪問。剛到會致祭時，有飛鳥自燕地西飛，阿骨打射鳥，矢貫串左翼而墜下，石土門手持鳥至上前稱慶曰：「烏鳶人所甚惡，今射獲之，此吉兆也。」即以金版獻給阿骨打，後以本部兵跟從出擊高麗。其後再攻伐遼國，軍功尤多。王師攻下西京時，賜以金牌。其子蟬蠢亦有跟從出行，阿骨打與他說：「吾妃之妹白散者在遼，俟其獲，當以為汝婦。」最後竟然如他所言。
阿骨打西征，諸將皆有跟從，石土門乃率領善射者三百人來守衛京師，當時吳乞買居京守城，對石土門的到來大喜，親自出城迎接。其後聽聞黃龍府叛變，與完顏宗堯討平叛軍，宗堯賜以奴婢五百人，大軍歸還，賞賜優厚。石土門其後逝世，年六十一歲。正隆二年（1157年），封為金源郡王。有子完顏習失、完顏思敬二人。

## 延伸阅读
[在维基数据编辑]
 《金史·卷70》，出自脱脱《遼史》